# Тёрт-Кёль
Тёрт-Кёль (кирг. Төрт-Көл) — село в Сокулукском районе Чуйской области Кыргызстана. Входит в состав Ат-Башынского айылного аймака.

## География
Село расположено в северной части области, на расстоянии приблизительно 16 километров (по прямой) к северо-востоку от села Сокулук, административного центра района. Абсолютная высота — 639 метров над уровнем моря.

## Население
Согласно оценочным данным Национального статистического комитета Кыргызской Республики, численность населения села на начало 2023 года составляла 1175 человек.
| год     | 2009 | 2014 | 2015 | 2020 | 2021 | 2023 |
| ------- | ---- | ---- | ---- | ---- | ---- | ---- |
| человек | 1092 | 902  | 997  | 1155 | 1168 | 1175 |